# Claret (Tremp)
Claret és un poble del terme de Tremp, al qual pertany des de febrer del 1847. Havia tingut ajuntament propi des del 1812, a ran de la promulgació de la Constitució de Cadis, però pel fet de no arribar a 30 veïns (caps de família), no pogué mantenir la independència municipal i fou agregat a Tremp.
Està situat al sud-oest de Tremp, a 5 quilòmetres, i és accessible per la carretera C-1311, del Pont de Montanyana a Tremp, del quilòmetre 22 de la qual surt una breu pista que mena al poble, que és molt a prop al nord de la carretera, dalt d'un turó.
El poble degué néixer a redós del castell de Claret, esmentat ja el 1099 i seu d'un senyoriu que el 1654 fou convertit en baronia, títol que es concedí a Francesc d'Areny i de Toralla.
A l'extrem nord-oest del poble hi ha l'antiga església parroquial romànica de Santa Maria de Claret, actualment anomenada Mare de Déu de l'Esperança.
Uns 200 metres al nord del poble hi ha encara una altra església romànica, sota l'advocació de santa Helena.

## Etimologia
Claret és una paraula romànica antiga que pot venir del llatí vulgar claretum, en el sentit de poc espès o de colors poc vius, referit a una zona boscosa o a un espai de terra. També podria venir, i amb el mateix significat no d'una forma llatina, sinó directament com a derivat de l'adjectiu català clar. Es tracta, doncs, d'un topònim ja perfectament romànic.

## Història
Actualment quasi despoblat (2 habitants el 2006), Claret havia estat el centre d'una baronia, i un lloc de paper rellevant en la història pallaresa. En el Fogatge del 1553 hi consten 7 focs, és a dir, una quarantena d'habitants. El 1845 havia tingut 85 habitants, el 1888 són 32 edificis amb 87 habitants, i el 1900, 35 edificis amb 76 habitants. El 1970 ja es va quedar només amb 10. Després de passar alguns anys despoblat, darrerament ha sofert una mínima recuperació.